# Марокканський дирхам
Дирхам (Dh; араб. درهم) — грошова одиниця Марокко. Випускається центральним банком країни, Банк аль-Магриб (заснований в 1959). Дирхам ділиться на 100 сантимів (араб. سنتيم). Перша емісія дирхама, прив'язаного до курсу французького франка, сталася в 1960 році. До цього основною валютою Марокко був марокканський франк. З 1985 року підтримується плаваючий курс дирхама по відношенню до твердих валют. Банківські білети випускаються номіналом 20, 50, 100, 200 Dh, монети — 5, 10 і 20 сантимів, 1/2, 1, 2, 5 і 10 дирхамів. 1 $ приблизно дорівнює 8-10 марокканським дирхамів. Курс валюти достатньо стабільний, він однаковий по всій країні і встановлюється державою. Валюту понад $ 500 вивозити з країни заборонено без довідки з банку.

## Історія
До введення сучасних монет в 1882 році, Марокко карбував мідні монети - фалус, срібні монети - дирхам і золоті монети - бендугі. З 1882 року дирхам став підрозділом марокканського ріала, з курсом 10 дирхамів = 1 ріал.
Дирхам був відновлений в 1960 році. Він замінив марокканський франк, як основну грошову одиницю, але до 1974 року, франк все ще використовувався, з курсом 1 дирхам = 100 франків. У 1974 році сантим замінив франк.

## Банкноти
Бони першого зразка були надруковані номіналом 50 і 100 дирхамів. У 1965 році оновлені бони були надруковані номіналом 5, 10 і 50 дирхамів. 100 дирхамів знову були введені в 1970 році, 200 дирхамів в 1991 році, а 20 дирхамів в 1996 році. Бона 5 дирхамів була замінена монетою в 1980 році, як і 10 дирхамів в 1995 році.
| 10 дирхамів  | 143 × 70 |  |  | Жовто-рожевий (1987) фіолетовий (1991) | Хасан II                          | Морокканська лютня                                                                               | Хасан II                          | 1987 | 1987/ca. 1991    |  |  |  |  |  |  |  |  |  |  |
| 50 дирхамів  | 148 × 70 |  |  | Зелений                                | Хасан II                          | Вершники                                                                                         | Хасан II                          | 1987 | 1987/прибл. 1991 |  |  |  |  |  |  |  |  |  |  |
| 100 dirhams  | 153 × 75 |  |  | Коричневий                             | Хасан II                          | Зелений марш                                                                                     | Хасан II                          | 1987 | 1987/прибл. 1991 |  |  |  |  |  |  |  |  |  |  |
| 200 дирхамів | 158 × 75 |  |  | Блакитний                              | Хасан II                          | Мушля, корал, рибацький човен.                                                                   | Хасан II                          | 1987 | прибл. 1991      |  |  |  |  |  |  |  |  |  |  |
| Серія 1996   |          |  |  |                                        |                                   |                                                                                                  |                                   |      |                  |  |  |  |  |  |  |  |  |  |  |
| 20 дирхамів  | 130 × 68 |  |  | Червоно-коричневий                     | Хасан II                          | Фонтан мечеті Хасана II                                                                          | Хасан II                          | 1996 | 1996             |  |  |  |  |  |  |  |  |  |  |
| Серія 2002   |          |  |  |                                        |                                   |                                                                                                  |                                   |      |                  |  |  |  |  |  |  |  |  |  |  |
| 20 дирхамів  | 140 × 70 |  |  | Фіолетовий                             | Могамед VI                        | Панорама фортеці Касба Удая                                                                      | Мухамед VI і цифра «20»           | 2005 | 2005             |  |  |  |  |  |  |  |  |  |  |
| 50 дирхамів  | 147 × 70 |  |  | Зелений                                | Могамед VI                        | Глинобитний будинок                                                                              | Мухамед VI і цифра «50»           | 2002 | 2002             |  |  |  |  |  |  |  |  |  |  |
| 100 дирхамів | 150 × 78 |  |  | Коричневий                             | Мухамед VI, Мохаммед V і Хасан II | Зелений марш                                                                                     | Мухамед VI та цифра «100»         | 2002 | 2002             |  |  |  |  |  |  |  |  |  |  |
| 200 дирхамів | 158 × 78 |  |  | Блакитний                              | Мухамед VI і Хасан II             | Вікно мечеті Хасана II                                                                           | Мухамед VI та цифра «200»         | 2002 | 2002             |  |  |  |  |  |  |  |  |  |  |
| Серія 2013   |          |  |  |                                        |                                   |                                                                                                  |                                   |      |                  |  |  |  |  |  |  |  |  |  |  |
| 20 дирхамів  | 131×70   |  |  | фіолетовий                             | портрет Мухаммеда VI              | потяг,що переїджає міст у Рабаті; мечеть Хасана II й інші будівлі в Касабланці                   | портрет Мухаммеда VI; число «20»  | 2013 | 2013             |  |  |  |  |  |  |  |  |  |  |
| 50 дирхамів  | 138×70   |  |  | зелений                                | портрет Мухаммеда VI              | Водоспад Узуд, арганове дерево, фрукти й птах                                                    | портрет Мухаммеда VI; число «50»  | 2012 | 2013             |  |  |  |  |  |  |  |  |  |  |
| 100 дирхамів | 145 × 70 |  |  | коричневий                             | портрет Мухаммеда VI              | Сахарський намет, вітротурбинна ферма, три верблюда з вершниками у пустелі                       | портрет Мухаммеда VI; число «100» | 2012 | 2013             |  |  |  |  |  |  |  |  |  |  |
| 200 дирхамів | 151 × 70 |  |  | блакитний                              | портрет Мухаммеда VI              | вантажний корабель, крани й контейнери у порті Танжеру; Маяк і дерева на мисі Спартель у Танжері | портрет Мухаммеда VI; число «200» | 2012 | 2013             |  |  |  |  |  |  |  |  |  |  |